# Gaasperzoom
De Gaasperzoom is een park en natuurgebied in Amsterdam-Zuidoost. Het gebied is gelegen ten oosten van de woonwijk Gein, ten westen van het riviertje het Gein, ten noorden van de Ruwelswal en ten zuiden van de Gaasperplas.
Het gebied is in het begin van de jaren tachtig aangelegd, gelijktijdig met het gereedkomen van de wijk Gein. Een fietspad doorkruist het gebied van noord naar zuid. Haaks hierop loopt een fietspad langs de Ruwelswal naar het riviertje het Gein langs de woonwijken Gein en Reigersbos.
In een deel van het gebied laat men de natuur haar gang gaan en hier is een wilde vegetatie ontstaan. 
Sinds  2013 grazen er ook weer een aantal Gasconne runderen.
Het park wordt door groengebied Amstelland beheerd.